# Grand Prix Formule 1 van de Verenigde Staten 1973
De Grand Prix Formule 1 van de Verenigde Staten 1973 werd gehouden op 7 oktober 1973 op Watkins Glen International.

## Uitslag
| Positie | Nummer | Rijder                | Team              | Ronden | Tijd/Opgave       | Startplaats | Punten |
| ------- | ------ | --------------------- | ----------------- | ------ | ----------------- | ----------- | ------ |
| 1       | 2      | Ronnie Peterson       | Lotus-Ford        | 59     | 1:41:15.779       | 1           | 9      |
| 2       | 27     | James Hunt            | March-Ford        | 59     | + 0.668 s         | 4           | 6      |
| 3       | 10     | Carlos Reutemann      | Brabham-Ford      | 59     | + 22.93 s         | 2           | 4      |
| 4       | 7      | Denny Hulme           | McLaren-Ford      | 59     | + 50.226 s        | 8           | 3      |
| 5       | 8      | Peter Revson          | McLaren-Ford      | 59     | + 1:20.367        | 7           | 2      |
| 6       | 1      | Emerson Fittipaldi    | Lotus-Ford        | 59     | + 1:47.945        | 3           | 1      |
| 7       | 26     | Jacky Ickx            | Iso Marlboro-Ford | 58     | + 1 Ronde         | 23          |        |
| 8       | 19     | Clay Regazzoni        | BRM               | 58     | + 1 Ronde         | 15          |        |
| 9       | 20     | Jean-Pierre Beltoise  | BRM               | 58     | + 1 Ronde         | 14          |        |
| 10      | 15     | Mike Beuttler         | March-Ford        | 58     | + 1 Ronde         | 26          |        |
| 11      | 18     | Jean-Pierre Jarier    | March-Ford        | 57     | Ongeluk           | 17          |        |
| 12      | 25     | Howden Ganley         | Iso Marlboro-Ford | 57     | + 2 Ronden        | 19          |        |
| 13      | 12     | Graham Hill           | Shadow-Ford       | 57     | + 2 Ronden        | 18          |        |
| 14      | 16     | George Follmer        | Shadow-Ford       | 57     | + 2 Ronden        | 20          |        |
| 15      | 17     | Jackie Oliver         | Shadow-Ford       | 55     | + 4 Ronden        | 22          |        |
| 16      | 4      | Arturo Merzario       | Ferrari           | 55     | + 4 Ronden        | 11          |        |
| NC      | 11     | Wilson Fittipaldi Jr. | Brabham-Ford      | 52     | Niet geklasseerd  | 25          |        |
| NF      | 0      | Jody Scheckter        | McLaren-Ford      | 39     | Ophanging         | 10          |        |
| NF      | 30     | Jochen Mass           | Surtees-Ford      | 35     | Motor             | 16          |        |
| NF      | 21     | Niki Lauda            | BRM               | 35     | Benzinepomp       | 21          |        |
| NF      | 23     | Mike Hailwood         | Surtees-Ford      | 34     | Ophanging         | 6           |        |
| NF      | 24     | Carlos Pace           | Surtees-Ford      | 32     | Ophanging         | 9           |        |
| NF      | 9      | John Watson           | Brabham-Ford      | 7      | Motor             | 24          |        |
| DQ      | 31     | Brian Redman          | Shadow-Ford       | 5      | Gediskwalificeerd | 13          |        |
| NF      | 28     | Rikky von Opel        | Ensign-Ford       | 0      | Gaspedaal         | 27          |        |
| NF      | 5      | Jackie Stewart        | Tyrrell-Ford      | 0      | Teruggetrokken    | 5           |        |
| NF      | 29     | Chris Amon            | Tyrrell-Ford      | 0      | Teruggetrokken    | 12          |        |
| NS      | 6      | François Cevert       | Tyrrell-Ford      |        | Fataal ongeluk    |             |        |

## Statistieken
| Pole-position | Ronnie Peterson | Lotus-Ford | 1:39.657 |
| Snelste ronde | James Hunt      | March-Ford | 1:41.652 |

## Noot
- Dit was de tiende pole position en de vijfde Grand Prix-winst voor een Zweedse coureur.
- Jackie Stewart was na afloop van dit Grand Prix-weekend voor de 33ste keer leider van het wereldkampioenschap en hiermee vestigde hij een nieuw record. Hij verbrak het oude record van Juan Manuel Fangio (32) dat hij vestigde bij de Grote Prijs van Italië van 1957.
- Dit was de derde wereldtitel voor Jackie Stewart en de negende voor een Britse coureur. Hiermee evenaarde Stewart het record van Juan Manuel Fangio (1955) en Jack Brabham (1966).

Grand Prix Formule 1 van de Verenigde Staten: 1908 · 1910 · 1911 · 1912 · 1914 · 1915 · 1916 · 1959 · 1960 · 1961 · 1962 · 1963 · 1964 · 1965 · 1966 · 1967 · 1968 · 1969 · 1970 · 1971 · 1972 · 1973 · 1974 · 1975 · 1976 · 1977 · 1978 · 1979 · 1980 · 1989 · 1990 · 1991 · 2000 · 2001 · 2002 · 2003 · 2004 · 2005 · 2006 · 2007 · 2012 · 2013 · 2014 · 2015 · 2016 · 2017 · 2018 · 2019 · 2021 · 2022 · 2023 · 2024 · 2025 · 2026

Indianapolis 500: 1950 · 1951 · 1952 · 1953 · 1954 · 1955 · 1956 · 1957 · 1958 · 1959 · 1960

Grand Prix Formule 1 van de Verenigde Staten West: 1976 · 1977 · 1978 · 1979 · 1980 · 1981 · 1982 · 1983

Grand Prix Formule 1 van Las Vegas: 1981 · 1982 · 2023 · 2024 · 2025

Grand Prix Formule 1 van de Verenigde Staten Oost: 1982 · 1983 · 1984 · 1985 · 1986 · 1987 · 1988

Grand Prix Formule 1 van Dallas: 1984

Grand Prix Formule 1 van Miami: 2022 · 2023 · 2024 · 2025 · 2026 · 2027 · 2028 · 2029 · 2030 · 2031 · 2032 · 2033 · 2034 · 2035 · 2036 · 2037 · 2038 · 2039 · 2040 · 2041